# Гавайская кряква
Гавайская кряква, или колоа (лат. Anas wyvilliana) — вид водоплавающих птиц из подсемейства настоящих уток.

## Распространение
Эндемик больших островов Гавайского архипелага. Некоторые исследователи рассматривают гавайскую крякву как островной подвид кряквы, основываясь на её способности производить плодовитые гибриды, однако это, видимо, очень характерно для всех настоящих уток, и способность к гибридизации бессмысленно брать за основу. На гавайском языке название этой птицы «колоа маоли»
Прежняя область распространения гавайской кряквы включала все основные Гавайские острова, кроме острова Кауаи. Сейчас гавайская кряква существует только на острове Кауаи. Гавайская кряква была искоренена на всех других островах, но была впоследствии восстановлена на островах Оаху, Гавайи и Мауи путём выпуска на волю выращенных в неволе птиц. Однако все гавайские кряквы в восстановленных популяциях скрестились с дикой кряквой и произвели гибридное потомство (Griffin et al. 1989); следовательно, «чистая» гавайская кряква осталась только на Кауаи.

## Описание
Селезни длиной 19—20 дюймов (приблизительно 50 см), больше самок (16—17 дюймов, или 45 см). Оба пола пестро-коричневого цвета, напоминают самку кряквы. Зеркало зеленовато-синее, окаймлено с обеих сторон белым. Хвост полностью темный, в отличие от черно-белого хвоста кряквы. У взрослых селезней темная голова и шея, местами зелёная. В первый год жизни селезень гавайской кряквы похож по окраске оперения на самку кряквы. Лапы у него оранжевые. Клюв оливково-зеленый у селезня и тускло-оранжевый с темными пятнами у самки. Другое отличие между гавайской кряквой и кряквой в издаваемых ими звуках. Гавайская кряква крякает, но не так резко и звучно, как кряква. Напротив, голос у неё мягче.

## Поведение
Гавайская кряква — очень осторожная птица, зачастую пребывающая в парах вместо больших групп.

## Места обитания
Они обитают в низменных заболоченных местах, долинах рек и в горных реках, не адаптируясь слишком хорошо к измененным человеком местам обитания.

## Питание
Рацион гавайской кряквы состоит из пресноводной растительности, моллюсков, насекомых и других водных беспозвоночных.

## Размножение
Некоторые пары откладывают яйца круглый год, но первичный брачный сезон с декабря по май. В течение брачного сезона пары часто совершают захватывающие свадебные полеты. 2—10 яиц откладываются в хорошо защищенном гнезде, выстланном пухом и перьями. Вскоре после проклевывания молодые птенцы могут садиться на воду, но не могут летать в течение 9 недель.

## Угрозы
Этому виду угрожают одичавшие кошки, крысы и яванские мангусты (Urva javanica), которые едят яйца и птенцов гавайской кряквы. Межвидовое скрещивание с дикой кряквой также вызывает большую проблему, поскольку гибриды как будто бы меньше адаптируются к местной экосистеме, но все же возникают из-за большой численности дикой кряквы. Несколько предпринятых повторно попыток реинтродукции уже потерпели неудачу из-за гибридных уток, произведенных при очень плохом питании в дикой природе (Rhymer & Simberloff 1996). «Осушение заливных лугов для того, чтобы высвободить акры земли под плантации сахарного тростника» разрушает часть среды обитания этого вида.